# Kočevje
Kočevje (Duits: Gottschee; Italiaans: Cocevie) is met een oppervlakte van 555,4 km² de grootste gemeente in Slovenië. De gemeente telde tijdens de volkstelling in 2014 16.184 inwoners. Kočevje ligt aan de Rinža.
Kočevje ontstond in de eerste drie decennia van de 14de eeuw, toen de graven van Ortenburg, een graafschap uit Opper-Karinthië, hier Duitse kolonisten vestigden. In 1377 wordt Kočevje vermeld als vestigingsplaats met marktrechten. Een eeuw later, in 1471, kreeg de plaats stadsrechten. In de 15de eeuw en 16de eeuw voerden de Turken meerdere aanvallen en plunderingen uit, zodat in deze tijd een stadsmuur werd gebouwd. Toen deze in de 18de eeuw weer werd afgebroken ontstonden uitbreidingsmogelijkheden aan de andere oever van de Rinža.
In 1893 werd een spoorlijn aangelegd. Door deze ontsluiting werd de ontginning van steenkool mogelijk. Tegenwoordig kent Kočevje geen mijnbouw meer, maar de waterrijke afgravingsputten worden voor recreatiedoeleinden benut. Textiel- en houtindustrie (waaronder bosbouw) zijn de belangrijkste grootschalige activiteiten.
De grotendeels Duitse inwoners van Kočevje werden onderwerp van Duits-Italiaanse onderhandelingen tijdens de Tweede Wereldoorlog. In het kader van de germaniseringsplannen van het Derde Rijk werden de bewoners tussen november 1941 en januari 1942 naar Sloveens Stiermarken en Duitsland verplaatst.
Na de capitulatie van Italië op 8 september 1943 maakte Kočevje deel uit van door de partizanen tijdelijk bevrijd gebied. Van 1 tot 3 oktober 1943 vond hier de Assemblee van Kočevje (Zbor odposlancev slovenskega naroda) plaats, waar 650 afgevaardigden onder andere tot inlijving van Primorska (Duits: Küstenland) bij Slovenië besloten, en een afvaardiging naar de Anti-fascistische Raad voor de Nationale Bevrijding van Joegoslavië (AVNOJ) stuurden, die op 29 november 1943 in Jajce plaatsvond. Kočevje was intussen op 23 oktober 1943 veroverd door het Duitse en Sloveense leger.
Na de oorlog was de vooroorlogse Duitse bevolking niet meer aanwezig; het gebied wordt tegenwoordig vrijwel uitsluitend bewoond door Slovenen.
Kočevje bezit de neoromaanse parochiekerk van de HH. Fabianus en Sebastianus (gebouwd tussen 1901 en 1903) en de kerk van het H. Sacrament uit de 17de eeuw.

## Woonkernen
Borovec pri Kočevski Reki, Breg pri Kočevju, Brezovica pri Predgradu, Bukova Gora, Cvišlerji, Dol, Dolga vas, Dolnja Briga, Dolnje Ložine, Čeplje, Črni Potok pri Kočevju, Gorenje, Gornja Briga, Gornje Ložine, Gotenica, Jelenja vas, Kačji Potok, Klinja vas, Knežja Lipa, Koblarji, Kočarji, Koče, Kočevje (Kočevska Reka, Konca vas, Koprivnik, Kralji, Laze pri Oneku, Laze pri Predgradu, Livold, Mačkovec, Mahovnik, Mala Gora, Mlaka pri Kočevju, Mlaka pri Kočevski Reki, Morava, Mozelj, Mrtvice, Nemška Loka, Nove Ložine, Novi Lazi, Onek, Paka pri Predgradu, Podlesje, Polom, Predgrad, Primoži, Rajhenav, Rajndol, Rogati Hrib, Seč, Slovenska vas, Smuka, Spodnja Bilpa, Spodnji Log, Stara Cerkev, Stari Breg, Stari Log, Staro Brezje, Šalka vas, Štalcerji, Trnovec, Vimolj pri Predgradu, Vrbovec, Vrt, Zajčje Polje, Zdihovo, Željne
In 2022 had Slovenië 54 plaatsen zonder permanente bevolking, waarvan 17 in de gemeente Kočevje. Hiermee is het de gemeente met de snelst leeglopende bevolking in Slovenië.

## Bekende inwoners
- Zofka Kveder (1878-1926), schrijfster, werkzaam in Kočevje
- Viktor Parma (1858-1924), componist werkzaam in Kočevje
- Roman Erich Petsche (1907-1993), Oostenrijkse onderwijzer, geboren in Kočevje, die zich  tijdens de oorlog verdienstelijk maakte voor de redding van Joden in de Vojvodina